# От Волги до Ганга
От Волги до Ганга (хинди वोल्गा से गंगा) — сборник из двадцати исторических рассказов учёного и писателя — путешественника Рахула Санкритьяяна. Как истинный путешественник, Санкритьяян отправился в путешествие по далёким землям, таким как Россия, Корея, Япония, Китай и многим другим, где он изучал языки и культуру этих земель.
Его рассказы, в общей сложности, проследили миграцию арийцев из азиатских степей в регионы по всей Волге. Затем их движение через Гиндукуш и Гималаи, расселение на Индо-Гангской равнине Индийского субконтинента. Рассказы начинаются в 6000 году до нашей эры и заканчиваются в 1942 году, когда Махатма Ганди основал движение «Вон из Индии!»

## История публикаций и переводы
Санкритьяян написал свой первый роман, «Jine Ke Liye» (рус. «Ради жизни»), в 1938 году. В 1941-42 годах, он был вдохновлён рассказами другого индийского писателя, Бхагватшаран Упадхьяй (хинди भगवतशरण उपाध्याय). Чуть позже, находясь в тюрьме Хазарибагх за участие в движении за независимость Индии, Санкритьяян написал свой цикл из 20 рассказов. Впервые они были опубликованы в 1943 году, и теперь считаются одним из величайших произведений на хинди в современной индийской литературе.
Рассказы были переведены на многие языки, включая бенгали, каннада, тамильский, малаялам, телугу, пенджаби, английский, на которых переиздавались несколько раз. Сейчас — это классика индийской литературы.

### В России
В настоящее время нет подтверждённых сведений о том, что рассказы переводились и издавались на русском языке. Однако, библиотека Международного центра Рерихов в своём бюллетене новых поступлений сообщила о наличии книги Рахула Санкритьяяна под названием «От Волги до Ганга» издательства «Общество Дружбы и сотрудничества с зарубежными странами» изданной в 2002 году. ISBN книги не указан. Каких -либо других подтверждений, что книга была издана на русском языке, нет.

## Синопсис
От Волги до Ганга — это цикл рассказов об истории индо-европейских народов, которые позже были названы арийцами. В 20 историй вплетены 8000 лет и 10000 километров.
Первый рассказ, «निशा» (рус. «Ниша»), о пещерном человеке, живущем на Кавказе (сейчас Юг России) в 6000 году до нашей эры. Общество (или его аналог того времени) было матриархальным, поэтому рассказ назван в честь главы семьи «Ниша». И хотя все 20 рассказов не зависят друг от друга, последовательность, в которой они расположены, очень важна. Здесь можно найти постепенное превращение матриархата (первые два рассказа) в патриархат (остальные), постепенный переход от свободы к рабству, от принятия рабства к его ненависти. Если верить Санкритьяяну, то в опасении за технический прогресс нет ничего нового. Люди всегда опасались лучшего вооружения, которое быстро заменяло старое. См. четвёртый рассказ — «पुरूहूत» (Таджикистан 2500 г. до н. э.). Та же история рассказывает, как была начата гонка вооружений в тот период, и как южане накопили огромные богатства за счёт северян.
Шестой рассказ, «अंगिरा» (Таксила, 1800 г. до н. э.), о человеке, который хочет спасти ариев от потери своей идентичности, обучая их истинной о культуре (предшественник ведических риш).
Восьмой рассказ, «प्रवाहन» (Панчала, 700 г. до н. э.), о том как аристократия манипулирует религией в своих корыстных интересах, и о сговоре с целью держать людей в невежестве, по меньшей мере ещё 2000 лет.
Десятая история, «नागदत्त» рассказывает нам об однокласснике философа Чанакьи, который путешествует по Персии и Греции и изучает обстоятельства падения Афин перед Македонией. Читатель может понаблюдать как часто индийцы и греки смешивались друг с другом во времена Александра Македонского и Чанакьи.
Одиннадцатый рассказ, «प्रभा» (50 г. н. э.) о знаменитом первом индийском драматурге Ашвагхоше, который, адаптировал искусство греческой драмы в индийской культуре в очень красивой и аутентичной форме, и о его вдохновении. «बाबा नूरदीन» (1300 г.)- это 15 рассказ, он о подъёме суфизма. Семнадцатая история «रेखा भगत» (1800 г.) о варварской власти Ост-Индской компании и анархии, которую она принесла в некоторые части Индии.
Последний рассказ, «सुमेर» (1942 г.) о мужчине, который идёт воевать с японцами, потому что он хочет триумфа СССР. Он считает, что эта нация является единственной надеждой для всего человечества.

## Об авторе
Рахул Санкритьяян был увлечён идеями марксизма. Это увлечение сильно ощущается в последних трёх рассказах. Mangal Singh, главный герой в 18 рассказе, лично знает Маркса и Энгельса и порой удивляешься тому, откуда Маркс так много знает об Индии. Mangal Singh объясняет своей возлюбленной Anne о том, что наука необходима для Индии, но, к его сожалению, индийцы ставит веру выше науки. В результате он, в соответствии со своими убеждениями, в 1857 году идёт воевать с англичанами.
Автор (его настоящее имя Кедарнатх Пандэй) настолько сильно находился под влиянием буддизма, что принял для себя новое имя Рахул (имя сына Гаутамы Будды). Это влияние также ощущается в его рассказах «Bandhul Mall» (490 до н. э., 9 рассказ) и «Prabha» (50 г. н. э., 11 рассказ). Ещё одной характерной чертой, которая заслуживает внимания, является простота языка. В его произведениях нет бессмысленных языковых украшений. Автор мгновенно попадает в точку, так же, как Вольтер в Оптимизме.